# HMS Bounty

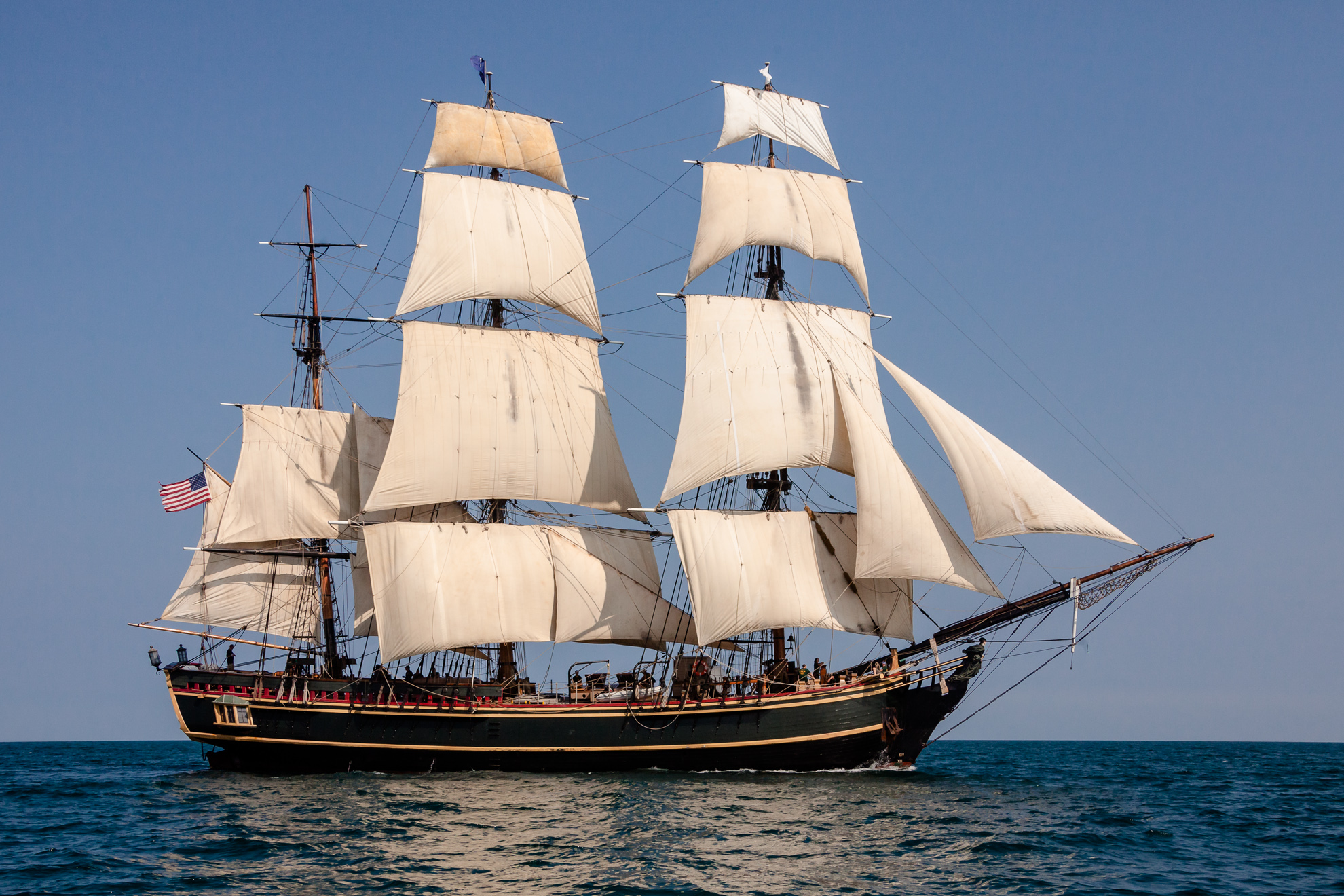
Uma réplica do Bounty.

HMS Bounty foi um navio inglês no qual parte da tripulação se amotinou contra seu comandante, o tenente William Bligh. O fato se deu nas primeiras horas da manhã do dia 29 de Abril de 1789, quando o Bounty fazia sua viagem de regresso à Jamaica e depois Inglaterra, trazendo um carregamento de mais de mil (1 000) mudas de fruta-pão. A ideia seria plantar esta fruta na Jamaica para fazer dela um alimento bom e barato para os escravos.

## OBountye a sua viagem

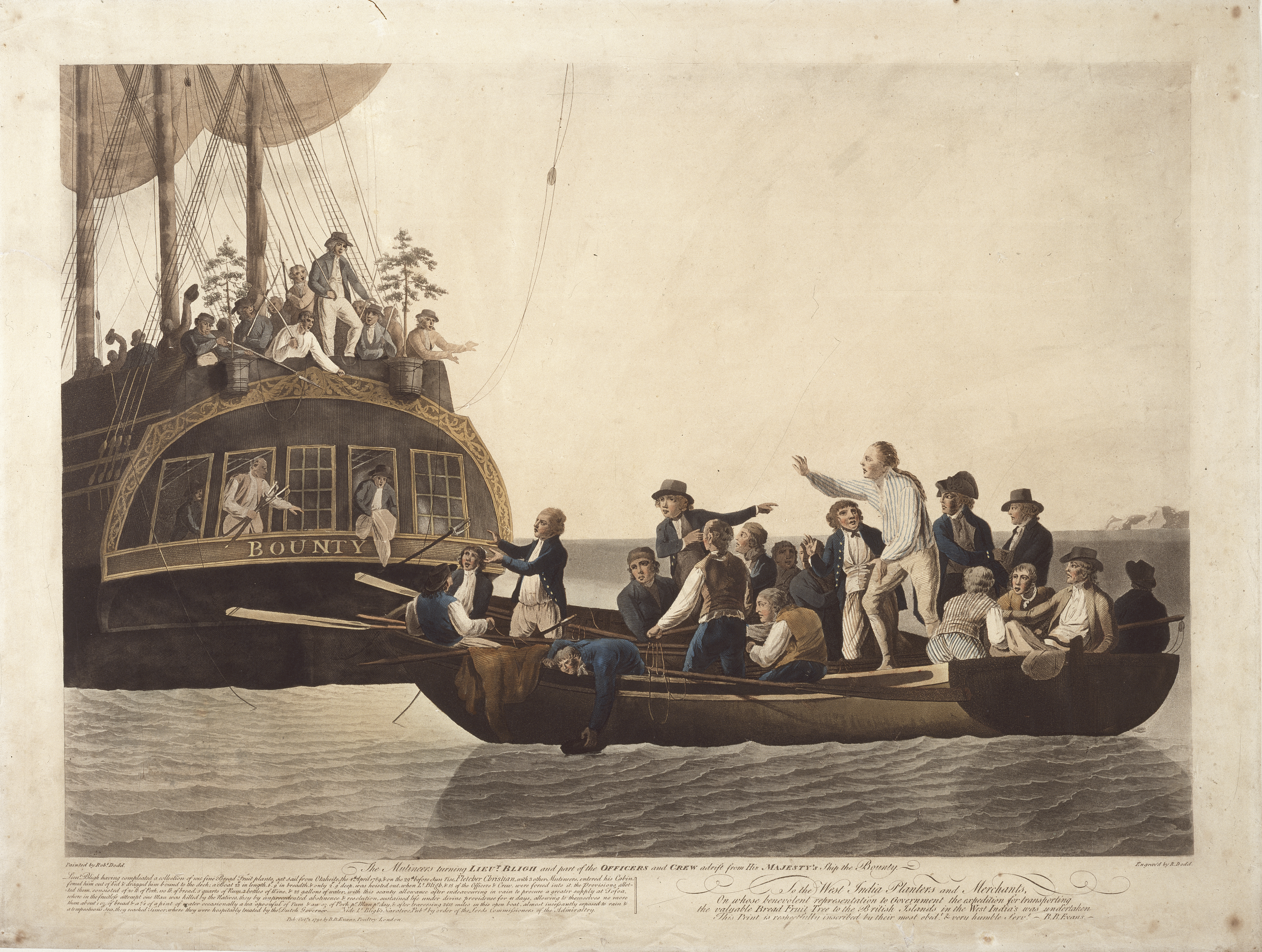
Os amotinados abandonam William Bligh e os seus companheiros do HMAV Bounty, 29 de Abril 1789.

A tripulação era constituída por 42 homens e somente nove deles se rebelaram, sob a liderança do imediato Fletcher Christian.
A verdade é que William Bligh e Fletcher Christian eram amigos e já haviam navegado juntos. William Bligh foi o mestre de navegação do HMS Resolution, navio britânico comandado pelo famoso capitão James Cook, em sua última viagem. Após o assassinato de James Cook no Hawaii, William Bligh assumiu o comando e levou o HMS Resolution de volta à Inglaterra.
William Bligh era óptimo navegador e provavelmente foi escolhido para esta missão por sua experiência no Oceano Pacífico e por já conhecer o Tahiti. Só aconteceram oito açoitamentos nesta viagem, o que para os padrões da época era considerado pouco. O erro de William Bligh foi permanecer cinco meses no Tahiti e preocupar-se demais com a colecta de mudas de fruta-pão, esquecendo-se um pouco do navio e da disciplina.
William Bligh foi muito liberal no Tahiti permitindo que quase todos os seus homens estabelecessem ligações afetivas e sexuais com as mulheres nativas. Este descuido iria lhe custar caro. Ao iniciar a viagem de regresso percebeu que a tripulação havia perdido o adestramento e a disciplina. Muitos logo se mostraram saudosos das amantes deixadas no Tahiti e ficaram aborrecidos com o árduo trabalho do navio à vela. Certamente o mais nostálgico era Fletcher Christian, o imediato, o segundo na escala de comando.
A reacção de William Bligh foi apertar mais a disciplina a bordo e ter tolerância zero para qualquer deslize, mesmo diminuto. Após três semanas a saudade pelo ócio e sexo fácil fez com que apenas nove homens tomassem as armas e se amotinassem. William Bligh foi colocado numa lancha de apenas 7 metros de comprimento e uma vela. Só 18 homens puderam acompanhar William Bligh em sua desdita, pois os restantes 15 não cabiam no escaler.
Nestas difíceis circunstâncias William Bligh provou que era exímio navegante e conseguiu a partir das imediações da ilha de Tofua, no arquipélago das Fidji, onde foi posto à deriva, atingir Timor Ocidental, naquela época uma possessão colonial holandesa. Nesta viagem percorreu mais de 3 000 milhas náuticas em 48 dias, com escassa quantidade de água potável e comida. Não dispunha de cartas náuticas e calculou a rota confiando na sua memória, tendo como instrumentos de navegação apenas um sextante e um relógio de bolso.
Na viagem atravessou o perigoso Estreito de Torres, entre a Austrália e a Papua, contornando a perigosa Grande Barreira de Coral do nordeste da Austrália. Na história moderna não há outra façanha náutica como esta, e ainda por cima realizada em condições tão adversas.
Se por um lado William Bligh errou em se concentrar somente na missão botânica e em ser descuidado com a tripulação, Fletcher Christian por outro lado também errou ao abandonar o antigo amigo e mais 18 homens à própria sorte, em alto mar e com imenso risco de naufrágio e morte. A pena para o motim era a forca.
Fletcher Christian conduziu o Bounty de volta ao Tahiti e desembarcou os quinze homens leais que não quiseram se arriscar nesta revolta. Mas sabendo que a Marinha Inglesa viria em seu encalço, Christian aceitou alguns homens taitianos para suprir a falta daqueles que desembarcaram e se fez ao mar novamente.
Os amotinados levavam consigo também várias mulheres taitianas e começaram a procurar um esconderijo. Por acaso chegaram a ilha de Pitcairn (Pacífico Sul) e Fletcher Christian logo percebeu um erro de quase 200 milhas na longitude marcada nas cartas da Marinha. Esperto, logo deduziu que a Ilha só seria achada novamente por acaso, pois todas as cartas náuticas inglesas deveriam ter o mesmo erro. Acertou em cheio.
Os amotinados estabeleceram-se na Ilha, retiraram tudo que havia de valor do Bounty e atearam fogo ao navio. Foi uma maneira de impedir que qualquer navio ao largo pudesse identificar o casco e os mastros da Bounty.
Uma fragata de guerra inglesa, com 25 canhões, HMS Pandora foi enviada para caçar os amotinados por todo Pacífico. Sabemos hoje que passaram a menos de 50 km de Pitcairn, mas não a perceberam.
A vida foi madrasta para os sublevados. Começaram a ter muitas brigas com os homens nativos do Tahiti e alguns ingleses conseguiram construir um rudimentar alambique e obter álcool para se embriagar. Ocorreram então várias disputas e assassinatos.
Somente depois de dezoito anos, em 1808, é que o baleeiro Topaz, proveniente dos Estados Unidos, aportou na ilha. Em 17 de setembro de 1814 a comunidade da ilha foi novamente "descoberta" por duas fragatas inglesas. Surpresos pelo achado e impressionados pelo caráter dos residentes, optaram por permitir a permanência de John Adams - que havia se dedicado a administração da comunidade e se voltado à orientação religiosa da comunidade, utilizando a Bíblia de bordo do Bounty. Com ele estavam 11 mulheres e 23 crianças. Adams faleceu em 6 de março de 1829 com 63 anos, quarenta e dois anos depois da partida do Bounty em sua fatídica viagem.
Como uma comprovação desta impressionante história, pode-se encontrar em Pitcairn atualmente, muitos descendentes diretos dos marinheiros amotinados do Bounty. Esta população descende destes nove amotinados e suas esposas taitianas. Nenhum dos homens taitianos teve descendentes na ilha.
Os passageiros e tripulantes do Bounty que chegaram e popularam Pitcairn são:
```
  Os amotinados:                                         Esposas Taitianas dos amotinados:
```

```
  Fletcher Christian                                     Mauatua (Maimiti, Isabella)
  Alexander Smith (John Adams)                           Puarai (Obuarei, Opuole)
  William McCoy (McKoy)                                  Teio* (Te’o, Mary)
  Isaac Martin                                           Teehuteatuaonoa (Jenny)
  John Mills                                             Vahineatua (Paraha, Iti, Balhadi)
  Matthew Quintal                                        Tevaura (Sarah, Big Sullee)
  John Williams                                          Faahotu (Fahutu, Fasto)
  Edward Young                                           Terarua (Taoupiti, Mataohu, Susannah)
  William Brown                                          Teatuahitea (Te Lahu, Sarah)
```

```
  Nativos Taitianos (6) e suas mulheres compartilhadas (3):
```

```
  Titahiti (Taaroamiva)                                  Tinafanaea (Toholomota)
  Oha (Oher)                                             Tinafanaea (Toholomota)
  Manarii (Menalee)                                      Mareva (Malewa)
  Teimua (Teirnua)                                       Mareva (Malewa)
  Niau (Nehow)                                           Mareva (Malewa)
  Tararo (Talalo)                                        Toofaiti (Hutia, Nancy)
```

```
  *Bebê taitiano de Teio:
  Sarah (Sully) – (com 10 meses ao chegar a Pitcairn)
```

Fonte"Mutiny and Romance in the South Seas" por Sven Wahlroos, 1989

## O motim daBountyna literatura e no cinema
Os acontecimentos dramáticos ocorridos a bordo da Bounty, as subsequentes aventuras do tenente William Bligh e os seus companheiros de viagem, por um lado, e de Fletcher Christian e os amotinados na ilha de Pitcairn, por outro, e toda a tensão mediática que o julgamento do incidente depois mereceu forem fértil inspiração para escritores, realizadores de cinema e artistas vários.
Logo nos anos imediatos aos acontecimentos foram publicadas múltiplas descrições do incidente, com destaque para a obra do próprio William Bligh, onde este descreve a sua visão dos incidentes e apresenta as suas razões, conforme o fizera aliás em tribunal aquando do julgamento pela perda do navio. É um texto elegante e explicativo, que 200 anos após a sua escrita se mantém de leitura interessante.
A partir desse texto foram publicados múltiplos romances de aventuras e de viagens, com destaque para as obras de Jules Verne (Les Révoltés de la Bounty, 1879), de Mark Twain (The Great Revolution in Pitcairn, 1903) e para a clássica trilogia de Charles Bernard Nordhoff e James Norman Hall (Mutiny on the Bounty, 1932; Men Against Sea, 1933; e Pitcairn's Island, 1934). Aquela trilogia, em especial a obra Mutiny on the Bounty, foi um grande êxito comercial, continuando a registar grandes vendas. Foi adaptada várias vezes ao cinema, tendo servido de base e epónimo às principais produções cinematográficas do tema, incluindo as realizadas em 1933, 1935 e 1962 e a The Bounty, uma superprodução de 1984.
Os filmes de Hollywood feitos em 1935 (com Charles Laughton e Clark Gable), 1962 (com Marlon Brando e Trevor Howard) e 1984 (com Mel Gibson e Anthony Hopkins) dão a entender que a causa do motim foi a crueldade do capitão William Bligh, que usaria e abusaria do chicote para manter a disciplina a bordo.
O filme de 1935 mostra o capitão William Bligh mais cruel e dramático, numa interpretação impecável de Charles Laughton. O de 1962 tem a melhor fotografia e mostra muito bem a beleza do Tahiti. Grande parte foi filmado no Tahiti e o final em Pitcairn. O de 1984 é o que mais se aproxima da verdadeira história.
Há também o livro "O garoto no convés", de John Boyne, que tem como narrador da história um garoto de 14 anos, John Jacob Turnstile, criado do capitão Bligh.
O motim da Bounty também foi inspiração para múltiplas pinturas, muitas das quais podem ser vistas na Pitcairn Islands Study Center Collection, uma colecção de obras relativas ao à história da ilha de Pitcairn.
No filme Star Trek IV - The Voyage Home, de 1986, uma nave Klingon capturada pelo então almirante James T Kirk é batizada com o nome HMS Bounty. Esta cena aparece por volta dos 8 minutos, logo no início do filme. A referência se dá pelo fato do almirante Kirk ter roubado a Enterprise no filme anterior (Star Trek III), tendo posteriormente destruido-a, para impedir que a mesma fosse capturada pelos Klingons.